# Mateo Fernández de Oliveira
Mateo Fernández de Oliveira (San Isidro, 16 de enero de 2000) es un golfista argentino, graduado de la Universidad de Arkansas. Actualmente juega en PGA Americas. 

## Trayectoria
Comenzó a jugar al golf a los tres años influenciado por su padre.
Fue campeón argentino menores de 13 (M13) en 2013, de menores de 15 (M15) en 2015 y de menores de 18 (M18) en 2016 y 2017.
En 2014 y 2015 se consagró Campeón Sudamericano Prejuvenil.
Obtuvo la medalla de bronce en los Juegos Suramericanos de la Juventud de Santiago 2017 en stroke play individuales masculino y la medalla de oro en combinado mixto junto a Ela Anacona.
Finalizó primero en el Ranking Argentino de Aficionados en 2016 y 2017-18.
En 2018 fue Campeón Sudamericano Juvenil.
Participó en los Juegos Olímpicos de la Juventud 2018, donde finalizó en el undécimo puesto en stroke play individuales masculinos y obtuvo la medalla de bronce en equipos mixtos junto a Ela Anacona.